# Doveri fehér sziklák
A doveri fehér sziklák a Brit-sziget doveri-szorosi partját szegélyező mészkőképződmények.

## Élővilág

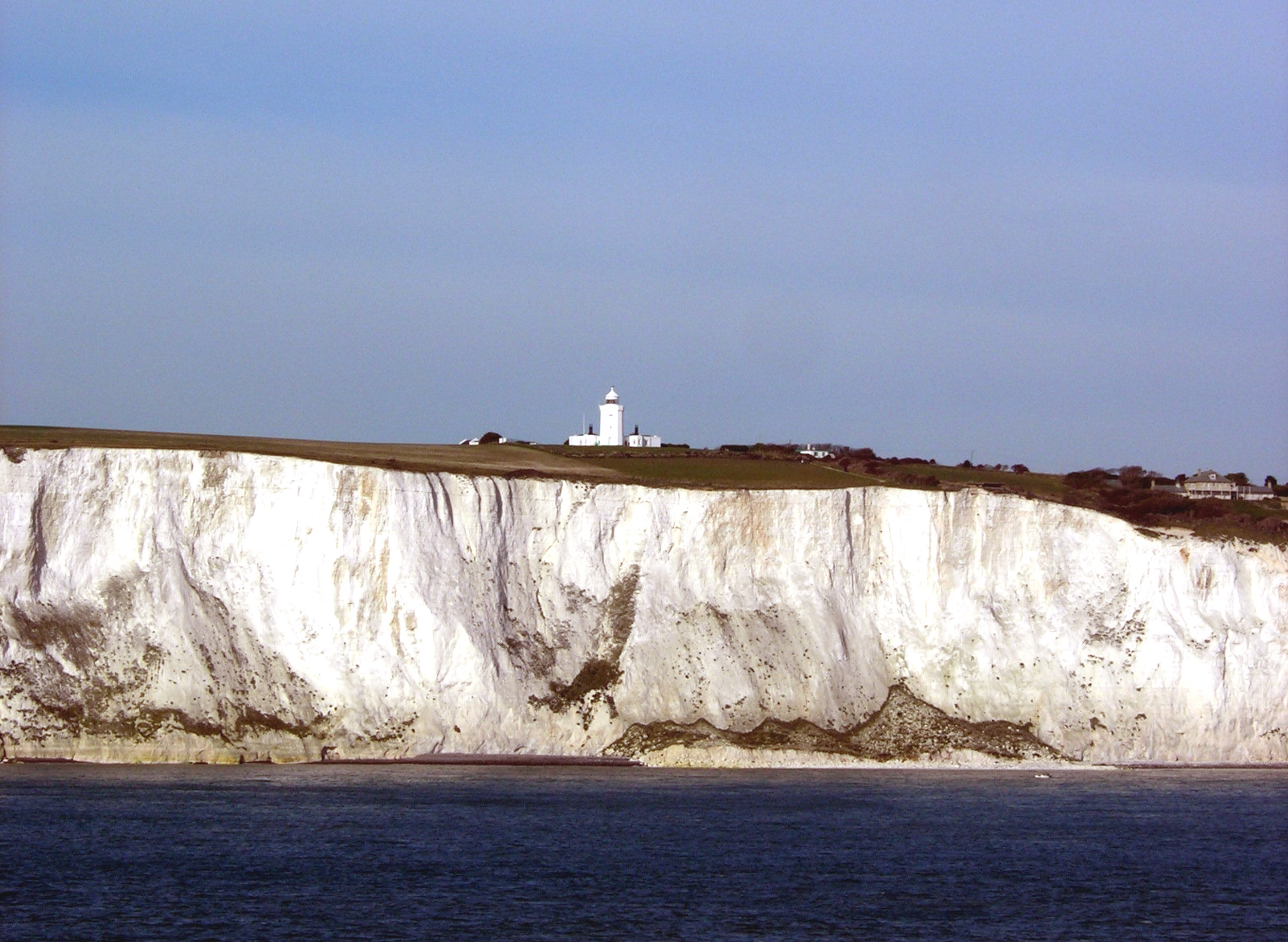
A doveri fehér sziklák

A krétaszirtek pompás látványt nyújtanak. Úgy tűnhet, hogy itt életnek nyoma sincs, valójában azonban sokrétű állat- és növényvilág telepedett meg az apró kis kiszögelléseken. Ha a tengert kréta anyagú kőzettömb határolja, gyakran képződnek meredek sziklafalak. Néha szinte függőleges, impozáns szirtek keletkeznek, más helyeken a part enyhén emelkedik a fövénysávtól a sziklák csúcsáig. Az állatok és növények számára sokrétű élőhely alakul ki.

### Növények
A távolból úgy tűnik, mintha a kopár szirteken nem maradhatna meg élőlény. A csupasz mészkőben valóban kevés növény tud gyökeret verni. Nemcsak a sziklák meredeksége miatt, hanem azért is, mert az eső és a szél állandóan koptatja a kőzetet. Ennek ellenére rögtön megtelepszik néhány növény olyan helyeken, ahol elegendő málladék gyűlt össze. A homoknád, a tengeri kömény, a közönséges istác és a parti bodza csupa olyan növény, amelynek a sós tajték sem árt. Ahol enyhébb a lejtő, ott még több vadon élő növény fejlődik, különösen ott, ahol a mészkövet valamely másik kőzetalkotó anyag szövi át. A füvek – például a vörös csenkesz – együtt tenyésznek a cickafarkkal, szarvaskereppel, bangóval és közönséges bábakaláccsal. Kis idő elteltével a gyep felett elhatalmasodnak a cserjék, megerősödik a galagonya, a kökény és a tövises rekettye. A szirtek tetején hasonló élőhelyek alakulnak ki.

### Állatok
A krétasziklák környékén sok tengeri madár honos, egyesek ott is fészkelnek. A sirályhojszák és csüllők már a legkisebb sziklakiszögelléseket is tudják hasznosítani. Az ezüstsirály éppúgy fészkel a szirtfalon, mint házak tetején. A parti pityer jól elrejtett fészkét a talajközeli növények közé vagy egy sziklahasadék mélyébe építi. Magát a madarat könnyebb észrevenni, mint a fészkét, különösen tavasszal, amikor a hím végrehajtja énekszóval kísért röptét a szirtek felett, és aztán hirtelen lebukik éneklőhelyére. Ahol a sziklák kőzete elég puha, ott a partifecskék költőodvakat vájnak maguknak a függőleges falba. A második világháborúig vándorsólymok is fészkeltek Dover krétasziklái között, de mindig kiirtották őket, hogy ne ölhessék meg a postagalambokat, amelyek híreket hoztak a kontinensről. Ezen a tájon a legelterjedtebb ragadozó a vörös vércse, amely a szirtek felett körözve lebeg, kis emlősöket (pl. egereket, fiatal üregi nyulakat) keresve. Ezek a kis emlősök zsákmányul szolgálhatnak a menyétnek és a hermelinnek is. Ez utóbbi rámenős vadász: képes önmagánál nagyobb állatokat is megölni, például kifejlett üregi nyulakat. A meleg lejtőkön fürge gyíkok napoznak, amelyek a legcsekélyebb zavarás esetén sietve húzódnak vissza. A cserjék oltalmában kisebb madarak fészkelnek, például erdei szürkebegy és csilpcsalpfüzikék. Itt-ott sündisznók is kutatnak gerinctelen állatok után. Egészen fent a szirtfokon és az alatta elterülő füves lejtőkön üregi nyulak szaladgálnak. Üregeiket a puhább talajba vájják, és rövidre „nyírják” a füvet. Néha csókák fészkelnek az elhagyott üreginyúl-üregekben a szirtek pereménél.
Fenn a füves területen és az enyhébb lejtőkön számos rovarral is találkozhatunk. Nyáron csüngőlepkék, boglárkák csapongnak körös-körül. Az admirálislepke és a bogáncspillangó tavasszal és nyáron mutatkozik. Ugyancsak találkozhatunk szöcskékkel, méhekkel és más rovarcsoportokkal is.